# Apinoglossa
Apinoglossa is een geslacht van vlinders uit de familie van de Tortricidae (Bladrollers). Het geslacht werd voor het eerst wetenschappelijk beschreven door Saalmüller in Moeschler in 1890.

## Soorten
Het genus bevat de volgende soort:

- Apinoglossa comburana Möschler, 1890